# Dellwood (Minnesota)
Pour les articles homonymes, voir Dellwood.
La ville de Dellwood est située dans le comté de Washington, dans l’État du Minnesota, aux États-Unis. Sa population s’élevait à 1 063 habitants lors du recensement de 2010, estimée à 1 093 habitants en 2016.